# 名古屋臨海高速鉄道あおなみ線
あおなみ線（あおなみせん）は、愛知県名古屋市中村区の名古屋駅から同市港区の金城ふ頭駅までを結ぶ名古屋臨海高速鉄道の鉄道路線である。
正式な路線名称は西名古屋港線（にしなごやこうせん）である。あおなみ線は2003年11月に公募によって決定した愛称で、由来はイメージカラーの青から「あお」、名古屋から「な」、港から「み」をそれぞれ採ったものである。旅客案内上は「あおなみ線」で統一されている。
元々は笹島駅から西名古屋港駅間の貨物線で、日本国有鉄道（国鉄）および後身の東海旅客鉄道（JR東海）が保有する東海道本線の貨物支線（貨物列車は日本貨物鉄道〈JR貨物〉が運行。詳細後述）の一つであり、「西名古屋港線」は通称であった。

## 概要
名古屋市の中心部と鉄道空白地帯であった港区南部（名古屋港金城埠頭）を結ぶため、東海道本線の貨物支線である西名古屋港線（西臨港線）を全面改良（複線電化・高架化）の上、旅客・貨物共用化した路線である。全線が立体交差であり、このうち小本 - 金城ふ頭間が高架線となっている。沿線には名古屋市国際展示場（ポートメッセなごや）、リニア・鉄道館、レゴランド・ジャパンなどの大型集客施設がある。荒子駅以南は、名古屋市営地下鉄東山線が建設されなかった高畑駅以南の地域の鉄道輸送を担っている。この辺りは海抜が低く、1959年の伊勢湾台風の時は水没したので、高架鉄道の建設が求められた。
旅客列車は、JR東海から当路線を譲渡され、第一種鉄道事業者として保有している名古屋臨海高速鉄道が運行している。また、同路線のJR東海からの譲渡後もJR貨物が第二種鉄道事業者として、名古屋 - 名古屋貨物ターミナル間において貨物列車の運行を行っている（同路線におけるJR東海の第一種鉄道事業は譲渡日で廃止）。線路は名古屋駅で東海道本線の貨物支線（稲沢線）と接続している。貨物列車の運行のため、JR貨物は名古屋臨海高速鉄道へ線路使用料を支払っている。
2010年（平成22年）度の輸送密度は約8,385人/日、2011年（平成23年）度は約12,867人、2012年（平成24年）度は約12,538人、2016年度（平成28年度）は約14,607人、2017年度（平成29年度）は約17,813人である。
全駅でICカード乗車券manaca・TOICAおよび交通系ICカード全国相互利用サービスに対応するカード（Kitaca・Suica・PASMO・PiTaPa・ICOCA・nimoca・はやかけん・SUGOCA）に対応している。ICカードの全国規模での相互利用については、まず2013年3月23日よりSuicaへの対応を開始し、2016年3月12日より残りの7種への対応を開始した。
各駅のホーム上屋（屋根）は特徴的で、海をイメージした波形になっている。安全対策としてすべての駅のホームにホームドア（可動式ホーム柵）が設置された。金城ふ頭駅にはフルスクリーンタイプのホームドア、それ以外の駅には可動式ホーム柵を設置している。なお、一部の駅の可動式ホーム柵は2022年度から順次更新工事が始まっている。将来の輸送量増加に対応するため、各駅のホーム有効長は20 m車6両分が確保されている。ただし、開業から現在まで4両編成での運行のため、使用していない部分は金属製の柵で区切って立入禁止としている。また、バリアフリーに対応するため、全駅にエレベーターが設置されている。

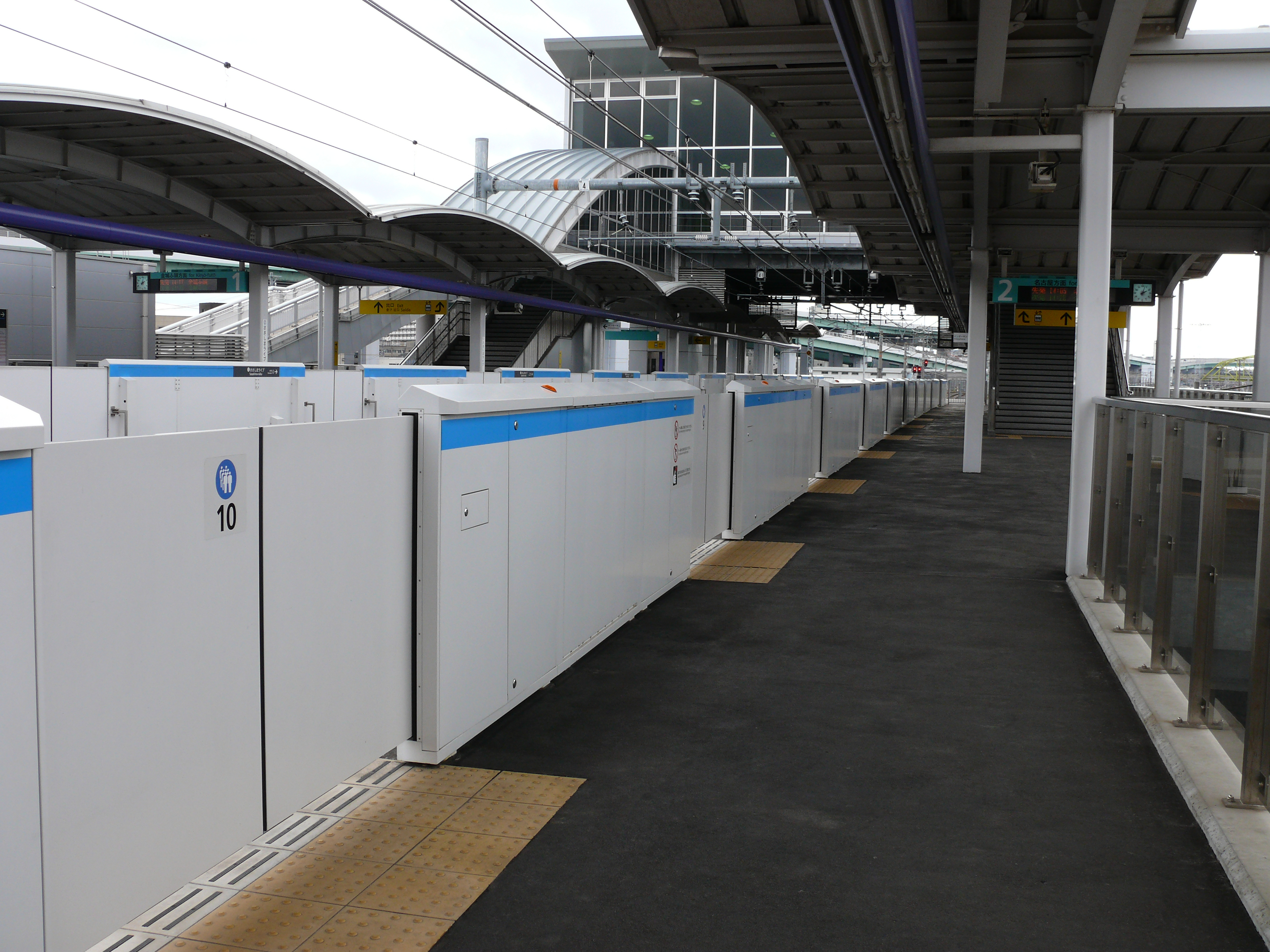
あおなみ線のホーム
（ささしまライブ駅）

名古屋駅・中島駅・金城ふ頭駅以外の各駅は「巡回駅」となっており、2015年10月以降は駅員が通常無配置となっている。2022年9月1日より、港北駅と荒子川公園駅は駅員の巡回がなくなり、終日不在となった。
車内自動放送は日本語が加藤純子、英語がクリステル・チアリの声だったが、2021年より自動放送が更新され、日本語放送が藤田ようこ、英語放送がウェグミュラーあけみの声に変更されている。
名古屋市営地下鉄の駅構内の路線図には、名古屋ガイドウェイバスガイドウェイバス志段味線（ゆとりーとライン）、愛知高速交通東部丘陵線（リニモ）と共に、当路線も記載されている。

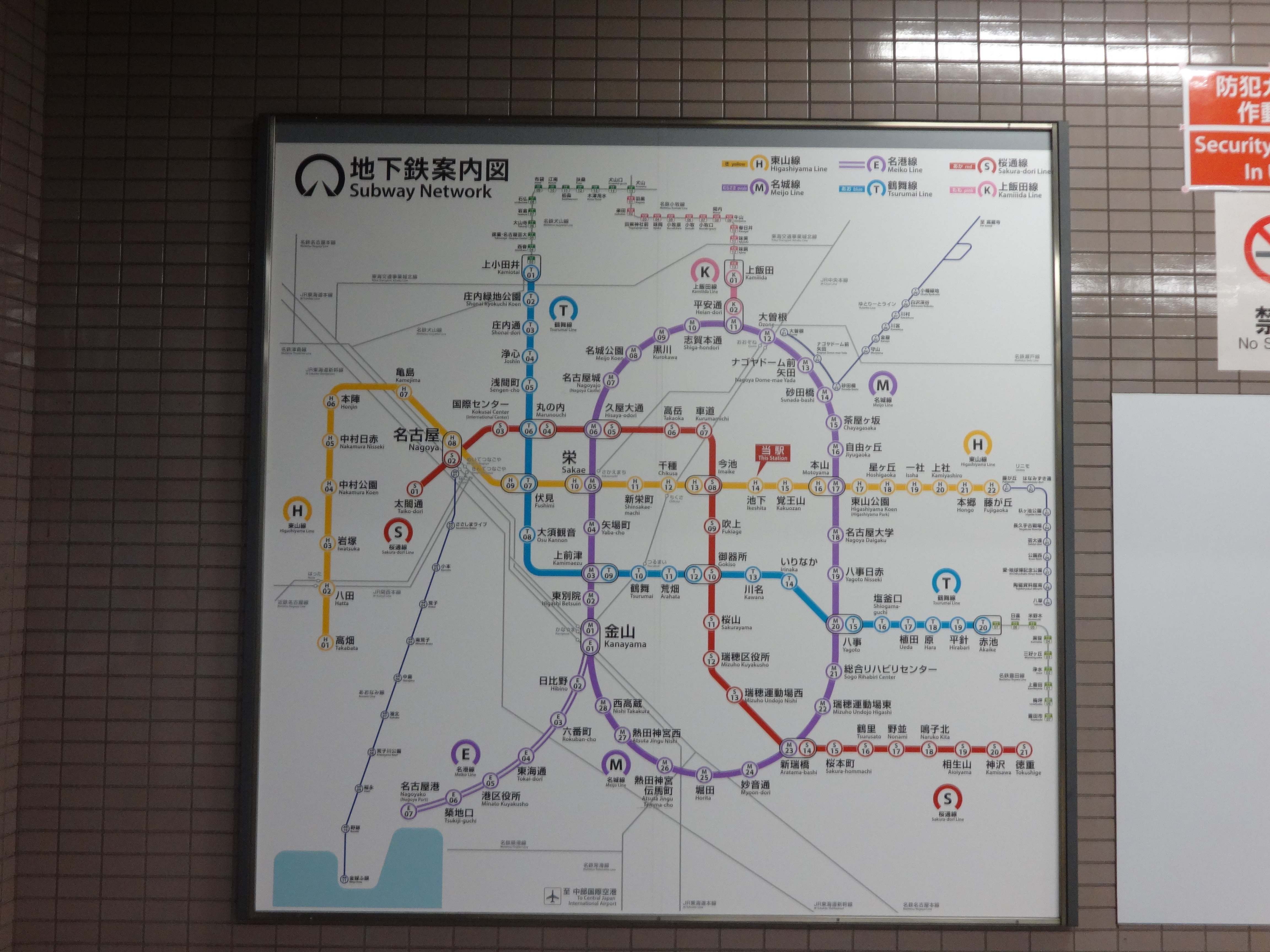
当路線が掲載されている名古屋市交通局の路線図

### 路線データ
- 管轄・路線距離（営業キロ）：
  - 名古屋臨海高速鉄道（第一種鉄道事業者）：
    - 名古屋 - 金城ふ頭間 15.2 km

  - 日本貨物鉄道（第二種鉄道事業者）：
    - 名古屋 - 名古屋貨物ターミナル間 (5.1 km)
- 軌間：1,067 mm
- 駅数：11駅（起終点駅含む）
- 複線区間：全線
- 電化区間：全線（直流 1,500 V）
- 閉塞方式：複線自動閉塞式
- 保安装置：ATS-PT[11]
- 定位置停止装置 (TASC) を採用
- 最高速度：100 km/h

## 歴史

### 西名古屋港線の建設
名古屋港への貨物線としては名古屋港線が明治期より存在したが、港湾の拡張に伴って新たな貨物線建設の必要性が高まっていた。このうち港西側の貨物線として計画されたのが西名古屋港線であり、1937年（昭和12年）の10号地（現・潮凪埠頭）造成の時点で建設が検討されていたが、戦時突入により計画は棚上げとなった。
戦後、1947年（昭和22年）8月に愛知県、名古屋市および名古屋商工会議所から貨物線建設の要請があり、同年10月より建設に向けた測量を開始した。愛知県との協定により用地買収及び起点8.3km以南の工事費は県負担（総工費1億1000万円中、4000万円を県が負担）とすることが決まった。1948年（昭和23年）11月には国鉄本社からの承認を受け、同年12月より建設を開始した。
構造物は荒子川橋梁がある程度で、主要道路や名古屋市電下之一色線、築地線との交差は全て平面交差であった。荒子川橋梁は1949年（昭和24年）10月に架設され、西名古屋港駅構内の建設も1950年（昭和25年）3月に完工、路線は同年6月1日に開業した（『岐阜工事局五十年史』では4月5日）。

### 旅客化へ
当初、名古屋市港区南部方面への鉄道整備は名古屋市営地下鉄東山線を延伸することが考えられていたが、西端は高畑駅まで開業したにとどまり、以南は近傍を通る既設の東海道本線の貨物支線である西名古屋港線を活用する計画となった。国鉄分割民営化の際には、将来の旅客線化のために東海旅客鉄道が西名古屋港線を第一種鉄道事業者として承継した。
西名古屋港線は1980年代に入るとトラックの台頭などにより貨物輸送の減少が顕著になり、1982年11月15日国鉄ダイヤ改正時点で1日2往復の設定があった貨物列車も、国鉄貨物輸送の大転換が行われた1984年2月1日国鉄ダイヤ改正以降は1日1往復のみに削減され、国鉄最末期の1986年（昭和61年）時点でも1日1往復の貨物列車が走るのみとなっていた。
こうした中で西名古屋港線の旅客化計画が持ち上がり、1986年（昭和61年）4月2日には、国鉄、愛知県、名古屋市、中部運輸局、第5港湾建設局、名古屋港管理組合の6者で構成される「西名古屋港線旅客化計画研究会」が旅客化計画の検討に関する最終結論を発表した。
この最終結論では、名古屋駅を起点に汐止町（仮称）までの12.3kmに7駅（金城ふ頭までの場合は15.7kmに9駅、どちらも始発駅と終着駅を含む）を設置し、列車本数は1日片道70本（ただし、通勤通学時には4両編成を15分間隔、その他の時間帯は2両編成を30分で間隔運転）、全線を単線非電化で建設することが考えられた。また、運賃は市営地下鉄並みで開業10年目で累積赤字を解消することを目標とした。
路線の建設案は以下の通りである。
括弧内は工事費等の必要資金（当時の金額）である。
- 現状の線形のまま地平路線で建設する案（汐止まで:約75億円、金城ふ頭まで:115億円）
- 踏切部分のみ高架化して建設する案（汐止まで:約110億円）
- 全線を高架化して建設する案（汐止まで:約140億円、金城ふ頭まで:約215億円）

これらは地下鉄の建設と比較して大幅に少ない建設費であることがメリットであった。実際、当時建設が進められていた地下鉄6号線（名古屋市営地下鉄桜通線）は1km当たりの建設費は約220億円であった。そのため、建設費は地下鉄工事の約10分の1程である。
当初開業時期の目処は1988年（昭和63年）度、高架化案では1989年度以降とされた。
この報告の試算では、輸送密度が当時の名古屋市営地下鉄名城線（現在の名古屋市営地下鉄名港線）の金山 - 名古屋港間と同程度である、名古屋 - 汐止間28,400人、名古屋 - 金城ふ頭間25,200人だった場合、全線を既存の線形のまま単線非電化の地平路線で建設し、市営地下鉄並みの運賃で営業すると開業3年目で単年度黒字に転換し、開業11年目で累積赤字を解消すると見積もられた。
しかし、当時は関係機関によって思惑が異なるなど事業化までのハードルが多く、臨時列車の運転により旅客化の機運も高まったものの、結果として着手されないまま国鉄分割民営化を迎え、そのままこの計画は一度立ち消えとなった。そのため実際に旅客化されるまで十数年待つこととなった。
その後、1992年（平成4年）の運輸政策審議会答申第12号で名古屋 - 稲永 - 金城ふ頭間が2008年（平成20年）までに整備することが適当である路線として位置付けられ、事業主体として名古屋市を筆頭に愛知県、名古屋港管理組合といった公共団体、日本政策投資銀行、東海旅客鉄道を始めとする民間企業複数社の出資により第三セクター会社の名古屋臨海高速鉄道が1997年（平成9年）に設立された。同年に第一種鉄道事業免許を取得し、1999年（平成11年）に着工、2004年（平成16年）10月6日の名古屋 - 金城ふ頭間開業を迎えることになった。
なお、審議会では名古屋貨物ターミナル駅 - 笠寺駅 - 大府駅間のバイパス線として建設が行われたものの、国鉄末期に貨物輸送量の激減で工事が凍結された東海道本線貨物支線（南方貨物線）の旅客化も検討されたが、こちらは実現せず、2002年（平成14年）よりすでに完成していた高架橋の撤去・跡地の売却が進んでいる。
また、建設前に中部国際空港方面への延伸の検討もされていたが、建設費が当時公表で推定総工費2,000億円と大きくなるため撤回された（後節参照）。その後、名鉄常滑線 新舞子駅までの延伸が再検討され、事業費は約800億円と試算されている。

### 年表
- 1947年（昭和22年）10月 - 貨物線建設にむけ国鉄岐阜工事局が測量を実施[12]。
- 1948年（昭和23年）12月1月 - 国鉄本社の承認を受け着工[13]。
- 1950年（昭和25年）6月1日 - 国鉄の東海道本線貨物支線（西名古屋港線）として（貨）笹島 - 西名古屋港間 (12.6 km) が開業[14]。。
- 1971年（昭和46年）4月25日 - 蒸気機関車の使用を停止（無煙化）。
- 1980年（昭和55年）10月1日 - 名古屋貨物ターミナル駅開業。
- 1986年（昭和61年）
  - 10月10日 - 12日まで団体専用列車「おもしろ列車かたつむり号」を運行。
  - 11月1日 - ダイヤ改正で笹島駅が廃止されたため、起点が名古屋駅となる（改キロなし）。
- 1987年（昭和62年）4月1日 - 国鉄分割民営化により東海旅客鉄道が第一種鉄道事業者として承継、日本貨物鉄道が第二種鉄道事業者となる。
- 1997年（平成9年）
  - 12月2日 - 名古屋臨海高速鉄道設立。
  - 12月12日 - 名古屋臨海高速鉄道が第一種鉄道事業免許を取得。
- 1998年（平成10年）3月30日 - 名古屋 - 名古屋貨物ターミナル間 (3.9 km) 電化[21]。
- 1999年（平成11年）7月14日 - 運輸省（当時）より工事施工の認可を受ける。
- 2001年（平成13年）3月31日 - 名古屋貨物ターミナル - 西名古屋港間 (8.7 km) 廃止。
- 2003年（平成15年）
  - 3月31日 - 名古屋 - 名古屋貨物ターミナル間改キロ (+3.1 km)。
  - 8月 - 駅名を正式決定。
  - 11月17日 - 公募の選考により愛称が「あおなみ線」に決まる。
- 2004年（平成16年）
  - 4月9日 - 潮凪車庫 - 金城ふ頭駅間で試運転を開始[22][23]。
  - 4月12日 - 全線で試運転が始まる[22]。
  - 7月 - 営業ダイヤに沿って試運転が始まる。
  - 9月20日 - 沿線区住民を対象にささしまライブ - 金城ふ頭間で試乗会を実施。
  - 9月25日 - 名古屋市民ほか一般を対象に名古屋 - 金城ふ頭間で試乗会を実施。
  - 10月6日 - 名古屋臨海高速鉄道の西名古屋港線（愛称：あおなみ線）として名古屋 - 金城ふ頭間 (15.2 km) が開業。東海旅客鉄道の名古屋 - 名古屋貨物ターミナル間 (7.0 km) の第一種鉄道事業廃止。名古屋 - 名古屋貨物ターミナル間改キロ (-1.9 km)。
- 2008年（平成20年）10月23日 - 名古屋発の始発列車が同駅出発直後に脱線事故を起こし、22時30分まで上下全線運転見合わせ。事故原因は、運転士が事故前夜の最終列車を留置した際に設置した手歯止めを取り外すことを失念したまま当該列車を発車させたため[24]。
- 2011年（平成23年）12月 - ATS-PT使用開始[11]
- 2013年（平成25年）
  - 1月18日 - 国土交通省が事業基本計画の変更を認可。名古屋 - 荒子（名古屋貨物ターミナル）間の使用動力に「蒸気」を追加[25][26]。
  - 2月16日・17日 - 蒸気機関車実験運行として「SLあおなみ号」を運行[27]。
  - 12月1日 - 名古屋発稲永行きの最終臨時列車を運行開始。
- 2015年（平成27年）10月1日 - 運賃を値上げ。名古屋・中島・金城ふ頭の3駅を除いて無人化。
- 2017年（平成29年）
  - 3月10日 - レゴランド・ジャパンの開業に合わせて名古屋 - 金城ふ頭間にノンストップ列車の運行開始[28][31]。
  - 3月27日 - デザイントレイン（ラッピング列車）「レゴランド・トレイン」を運行開始[29][32]。
- 2022年（令和4年）3月12日 - 名古屋競馬場前駅を港北駅に改称[33]。

## 旅客化後の問題点
地元住民にとっても念願の鉄道であり、また沿線には娯楽施設・商業施設があり、また愛・地球博サテライト会場である「デ・ラ・ファンタジア」へのアクセス路線であることから、この路線が大いに期待された。
しかし、開業直前の1日乗降客数が66,000人（2004年度見込み）と予想されたのに対し、実際には18,226人/日（2004年度）にとどまるなど乗客数が予想を大きく割り込んでおり、当初の需要予測の甘さに対する指摘や、事業計画そのものを疑問視する声が挙がっていた。利用者の伸び悩み要因として、名古屋市は三大都市圏の中では公共交通機関より自動車利用率がやや高く、自動車通勤者を公共交通機関であるあおなみ線に転換させるのが難しいことが挙げられる。
市営バスからの旅客の移行もある。また、トランパス対応カードによる名古屋市営交通との乗継割引制度や、連絡定期券割引制度など、市政による支援も大きい。開業当初と比較して早朝・深夜における運行時間帯は拡大し、少しずつではあるが乗客は増えている。
2008年10月23日に発生した脱線事故による運休時において、路線の大部分をカバーできる名古屋市交通局（市バス・地下鉄）をはじめとする他の交通機関への振替輸送は行われなかった。この時には、代替バス等も用意されず定期券利用者であっても自己負担で他の交通機関を利用することを強いられた。その後の補償については往復乗車券の支給となったため、名古屋 - 南荒子、名古屋 - 港北など、市バス複数路線または市バスと地下鉄の乗り継ぎを要する区間の利用については、他の交通機関を使用するために要した額に見合わない補償内容となったケースもある。
2011年3月14日に開館したJR東海の鉄道博物館「リニア・鉄道館〜夢と想い出のミュージアム〜」および、2012年にささしまライブ24地区に開設した愛知大学名古屋キャンパスによる乗客増や資産圧縮、人件費の節減により、「あおなみ線経営改善第二次5カ年計画」において2013年度の黒字転換を目指すとし、2011年および2012年には計画目標を達成し、2013年度に黒字化の見込みが立った。しかしながら、鉄道施設の維持や出向社員・OB社員の高齢化による若手社員への技術継承での経営維持から、第二次5カ年計画の期間中ながら「あおなみ線第三次5カ年計画」へと転換することとなった。また、筆頭株主の名古屋市から外郭団体に対する自立経営維持としても次期計画としての「あおなみ線第三次中長期5カ年計画」が別に策定されている。

## 直通運転計画・延伸計画

### 名古屋市営地下鉄への直通運転計画
当線は、1992年（平成4年）の運輸政策審議会答申第12号において、同答申で計画が示されている市交東部線（笹島地区と日進市岩崎地区を結ぶ路線）との相互直通運転を検討するとある が、事業化の予定の見通しは今のところない。

### 中部国際空港への延伸計画
愛知県は中部国際空港構想時の1990年代から常滑沖に設ける空港へのアクセス鉄道の検討を行い、名古屋 - 空港間の5ルートと、豊田市など三河方面から空港に向かう3ルートが検討され、その中に当線も含まれていた。その計画では、金城ふ頭駅から先に海底トンネルを建設して空港まで延伸するというものである。しかしながら、当時の名鉄常滑線の延伸案が約200億円とされたのに対し、当線の延伸計画は2100億から2700億円かかると試算され、その結果当線の延伸案が消滅した。
しかし、2003年に名古屋市が当線の延伸を検討。その内容は愛知県とは正反対の案であり、金城ふ頭駅から東側、海の向こうにある埋立地へ抜け、名古屋臨海鉄道を通り、電化や複線化などの改良工事を行いつつ名鉄常滑線新舞子付近まで延伸し、新舞子から先は、常滑線・空港線に直通運転するものであった。しかしながらこの案は新舞子以北が事故などで不通になった場合は当線を代わりに使うことは可能だが、当線の列車が乗り入れる新舞子以南が不通になれば、当線からの空港へのアクセスも不可能になるためルートを二重化する意義が薄れる。また2018年9月当時の名鉄山本亜土会長は「我々の会社（名鉄）には（市から）何の問い合わせもない」と不快感を示した。また「滑走路が2本になって発着便が増えても（名鉄だけで）十分運べる輸送力はある。すごいお金を使ってやる必要があるのか」とルートの二重化自体を疑問視した。2019年度から名古屋市による調査・検討が行われているが、2023年2月現在同市からの調査・検討結果は何も出されていない。なお中部国際空港将来構想推進調整会議がまとめた『中部国際空港の将来構想』には、「空港アクセスの整備」の章で鉄道アクセスについて「将来の航空需要の動向等を勘案しつつ、西名古屋港線を延伸し、空港へ至る鉄道について、その整備に向け検討を進める。」と記載している。

## 運行形態

### 旅客列車

#### 普通
定期列車はすべて各駅に停車する普通列車でワンマン運転を実施している。1時間あたり朝夕ラッシュ時は平日6本（土曜・休日は朝5本・夕方4本）、閑散時は4本の列車が運転される。ほとんどが名古屋駅 - 金城ふ頭駅間の全線を運転する列車だが、朝には（平日は夕方にも）潮凪車庫からの出庫列車として稲永発名古屋行きの区間運転列車がある。お盆期間中の平日も、JRに合わせて平日ダイヤで運行される。大晦日から元旦の終夜運転は行わない。また公式には、2004年（平成16年）10月6日の開業時よりダイヤ改正を行っていなかったが、2021年（令和3年）3月13日に名古屋駅の到着時刻を1分変更するダイヤ改正を行うこととなった。また2013年（平成25年）12月1日からの毎日、23時半過ぎの通常の最終列車の後の23時台終わりに名古屋発稲永行きの臨時区間運転列車が運行されている。この列車は0時14分に終点に到着する。
後述のノンストップ列車が設定されるまでは種別案内は行われなかった
旅客列車の列車番号は数字の後にHやAのアルファベットが付く。

#### ノンストップ
レゴランド・ジャパンの開業に合わせ、2017年3月10日から運行されている種別。沿線でのイベント開催時に運行される。臨時列車の扱いのため、備え付けの時刻表には掲載されないが、電光表示板には「ノンストップ」として種別表示される。名古屋駅 - 金城ふ頭駅間を種別名の通り途中無停車（ノンストップ）で運行される。線内に列車待避設備を持つ駅がないため、先行列車の追い越しは行わない。2020年から2022年の9月にかけてはコロナ禍の影響によりノンストップ列車の増発は行われず、普通列車の増発で対応した。
あおなみウォークや、さわやかウォーキング開催時には、荒子川公園駅などにも臨時停車することがある（自動放送は臨時停車に対応していない）。

#### その他の臨時列車・特別ダイヤ
名古屋市国際展示場で大規模なイベントや国家試験などが行われる場合は列車を増発することがある（一部は稲永駅発の出庫列車を金城ふ頭駅に発駅変更）。また、通常行われない快速運転を実施することもある（2017年3月のノンストップ列車設定前は方向幕は「臨時」の表示で運転）。沿線でアーティストの無料ライブがあった際には、通常は通勤時間帯でも最小10分間隔のところを7分間隔まで短縮して臨時運転したこともあった。
JR線から毎日貨物列車が直通しており、保安装置もJRに合わせられているために理論上JR線との直通運転が可能だが、旅客営業開始後の旅客列車の直通列車の設定例はない。後述の蒸気機関車の実験運行では西日本旅客鉄道（JR西日本）の車両が使用されたが、線内の名古屋駅 - 名古屋貨物ターミナル駅間で運行された。
2022年1月29日より、運転業務を担当する社員が新型コロナウイルスに感染したり濃厚接触者になったりしたために一部列車が運休となった。新型コロナウイルスの影響による間引き運転は中部地方では初めてである。その後通常運行に必要な最低人数の22人以上となる23人の態勢で臨める見込みがたったために2月8日より通常運行に戻すことになった。

##### おもしろ列車かたつむり号
あおなみ線として開業する前の、西名古屋港線の旅客化構想が出始めた1986年10月10日から12日にかけて、団体イベント列車として「おもしろ列車かたつむり号」が同線に運行されたことがあった。「かたつむり号」の列車名は、西名古屋港線内の線路規格が低かったため自転車並みの速度で走ったことが由来である。列車の概要は以下の通りであった。
- 運行区間：名古屋駅 → （東海道本線） → 岐阜駅 → 尾張一宮駅 → （稲沢線） → 名古屋駅 → 笹島駅 → （西名古屋港線） → 西名古屋港駅 → （西名古屋港線・稲沢線） → 稲沢駅 → （東海道本線） → 名古屋駅
- 使用車両：DD51形ディーゼル機関車2両と12系客車4両（機回しの手間を省くため、機関車は列車両端に連結）。
- 運行時刻：名古屋駅11時05分 → 岐阜駅11時54分着・12時00分発 → 西名古屋港駅13時18分着・14時07分発 → 稲沢駅15時04分着・15時14分発 → 名古屋駅15時28分着

##### ささしまライブ行き臨時列車

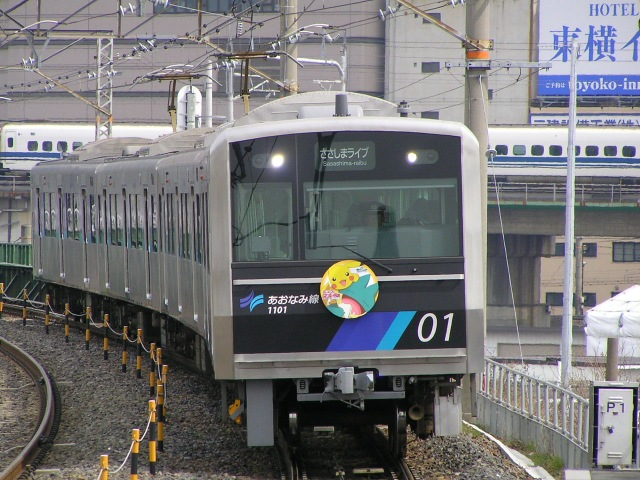
ポケモンヘッドマーク付きのささしまライブ行（2005年3月20日、ささしまライブ駅付近）

2005年日本国際博覧会（愛・地球博）の開催期間中にささしまサテライト会場「デ・ラ・ファンタジア」が開設され、その混雑緩和のために名古屋駅 - ささしまライブ駅間で臨時列車が運転された。終点のささしまライブ駅には折り返し設備がないため、一度笹島信号場内のJR東海名古屋工場の側線に入り、貨物列車を待避してから折り返していた。同年3月下旬の週末と祝日のみ運転された。

##### 蒸気機関車の実験運行

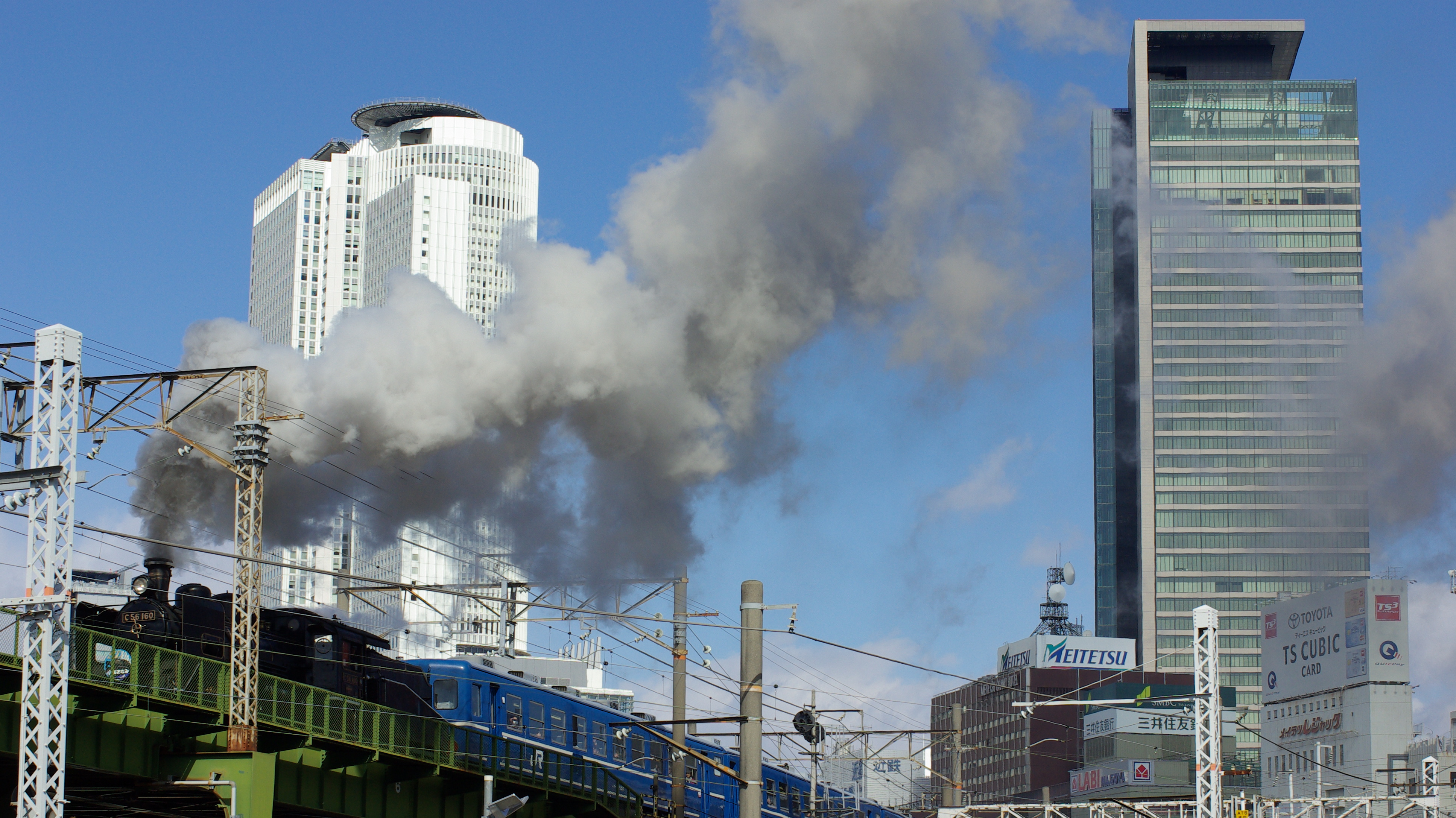
実験運行として名古屋を走るC56形蒸気機関車（2013年2月16日）

2011年7月1日、名古屋市長の河村たかしは市議会本会議において、あおなみ線の魅力アップのため、蒸気機関車 (SL) を走らせる方針を明らかにした。運転区間は名古屋駅 - 名古屋貨物ターミナル駅間（途中よりJR貨物の貨物線に転線）で、軌道強度の関係から車両はJR西日本からC56形蒸気機関車160号機と12系客車3両、そして起終点とも転車台がないため折り返し用に最後尾に連結するディーゼル機関車を借り、2013年2月16日・17日に1日3往復「SLあおなみ号」として実験運行が行われた。各列車に200人、2日間で計1,200人の試乗者を募集した。保安装置（自動列車停止装置）はC56形にATS-P対応装置が搭載されていないため、走行予定区間に従来のATS-STを残しての対応となった。
名古屋市内での蒸気機関車の運行は1986年に東海道本線・武豊線名古屋駅 - 武豊駅間と東海道本線名古屋駅 - 木曽川駅間にC56形160号機牽引で運行された「SL一世紀号」以来、27年振りのこととなった。

#### エヴァンゲリオンとのコラボレーション
2020年1月から3月にかけて、「エヴァンゲリオン中京圏プロジェクト」の一環で、ささしまライブ駅の駅名看板の装飾、「綾波レイ」をモチーフにしたラッピング列車の運行や、駅に設置されたフォトスポットを巡る「フォトスポットラリー」が行われた。
2021年3月8日 - 5月31日にかけて、「シン・あやなみ線」プロジェクトとして『シン・エヴァンゲリオン劇場版』の公開に合わせたコラボレーション企画が行われた。エヴァンゲリオンに登場するキャラクター「綾波レイ」をモチーフにしたラッピング列車を走らせるほか、記念乗車券やオリジナルグッズの販売が行われている。

### 回送列車
朝夕のラッシュ輸送を終えて車庫に戻る列車は金城ふ頭駅から潮凪信号場まで回送で運転される。本数は朝9時台に2本、夜19・20・22時台に各1本（土曜・休日は9・22時台に各1本）。また、平日および土曜・休日ともに潮凪車庫出庫列車が潮凪信号場から金城ふ頭駅まで5時台に1本運転される。
2008年（平成20年）10月23日に発生した名古屋駅での脱線事故以降、名古屋駅での夜間滞泊を中止し、初発列車・最終列車は潮凪車庫との間で回送されるダイヤとなっている。このうち、最終列車の折返し回送は2013年（平成25年）12月1日より営業列車化され、名古屋発稲永行となった。

### 貨物列車

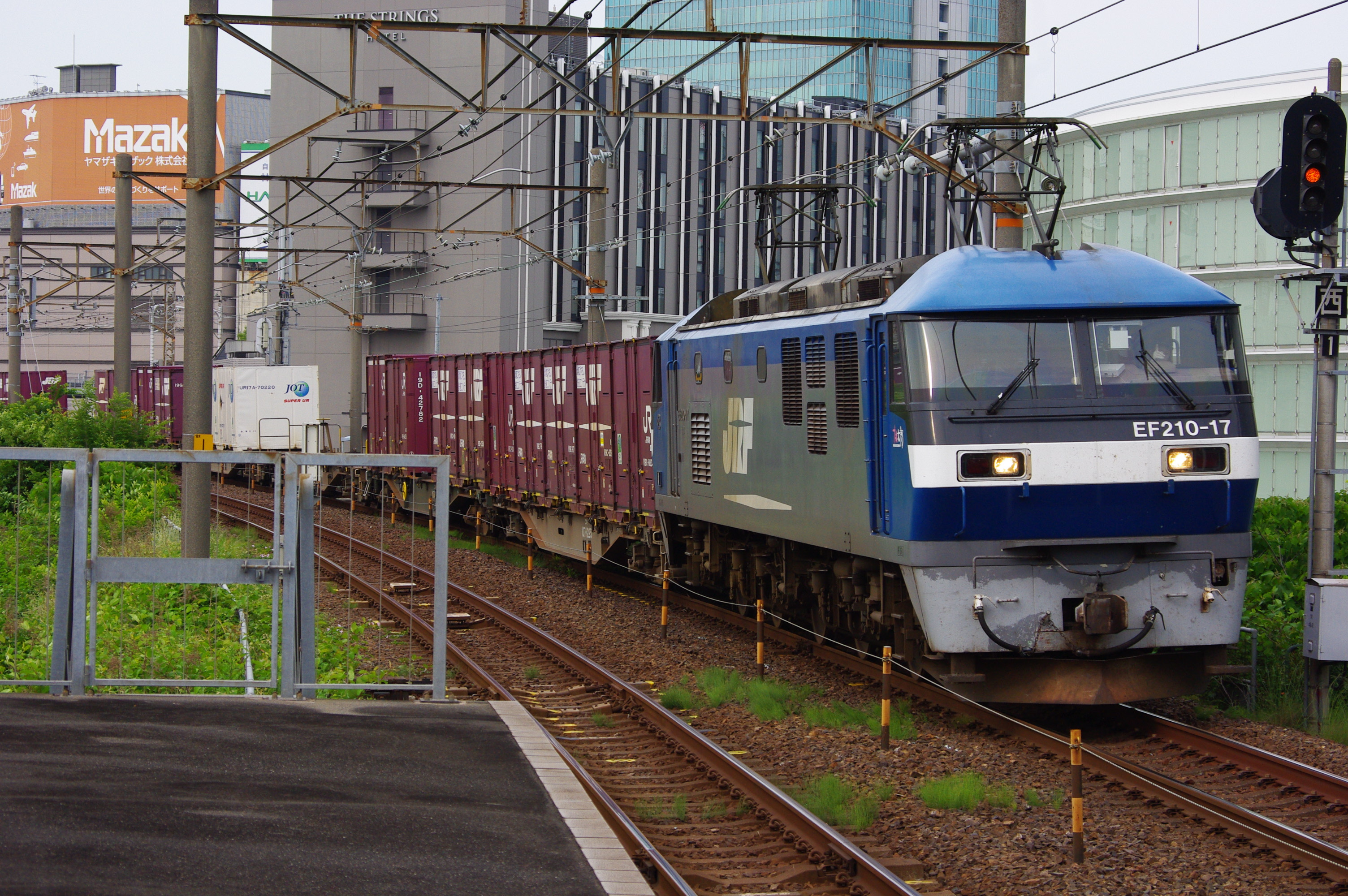
あおなみ線を走行するEF-210形牽引の貨物列車（ささしまライブ駅）

前述のように名古屋駅 - 名古屋貨物ターミナル駅間ではJR貨物の貨物列車の運行が行われており、小本駅 - 荒子駅間にある分岐点までは旅客列車と同じ線路を走行する。名古屋貨物ターミナル駅発着の貨物列車のほか、関西本線方面を発着する貨物列車も、名古屋駅 - 笹島信号場間を走行し、笹島信号場で関西本線に転線する。運行時間帯は旅客列車よりも長く、午前4時台 - 深夜1時台に設定されている。名古屋駅側ではそのまま貨物線の稲沢線に入り稲沢駅まで走行する。
あおなみ線は全線が直流電化されているが、直流用電気機関車だけでなく交直両用電気機関車やディーゼル機関車が牽引する貨物列車も運行されている。

## 車両
JR東海の旅客用車両が乗り入れることはない。このほか、事業用車両としてキヤ95系やキヤ97系が乗り入れることがあり、JR貨物の路線として機関車や貨車などの貨物用車両も同じ線路で運用される。
- 1000形

## 駅一覧
- 全駅愛知県名古屋市内に所在。
- 定期列車は各駅に停車する普通列車のみ。ノンストップ列車が運行されることがあるが、途中駅は全て通過するため一覧では停車駅は省略する。

| 駅番号 | 駅名                              | 旅客 駅間 キロ | 旅客 営業 キロ | 貨物 営業 キロ | 接続路線・備考 | 所在地 |
| ------ | --------------------------------- | -------------- | -------------- | -------------- | --- | ------ |
| AN01   | 名古屋駅                          | -              | 0.0            | 0.0            | 東海旅客鉄道： 東海道新幹線・CA 東海道本線 (CA68)・CF 中央本線 (CF00)・CJ 関西本線 (CJ00) 名古屋市営地下鉄： 東山線 (H08)・ 桜通線 (S02) 名古屋鉄道：NH 名古屋本線（名鉄名古屋駅: NH36） 近畿日本鉄道：E 名古屋線（近鉄名古屋駅: E01） | 中村区 |
| AN02   | ささしまライブ駅                  | 0.8            | 0.8            | -              | | 中村区 |
|        | 笹島信号場                        | -              | (1.8)          | (1.8)          | | 中村区 |
| AN03   | 小本駅                            | 2.5            | 3.3            | -              | | 中川区 |
| AN04   | 荒子駅                            | 1.0            | 4.3            | -              | | 中川区 |
|        | 名古屋貨物ターミナル駅            | -              | -              | 5.1            | | 中川区 |
| AN05   | 南荒子駅                          | 0.9            | 5.2            | -              | | 中川区 |
| AN06   | 中島駅                            | 0.7            | 5.9            | -              | | 中川区 |
| AN07   | 港北駅                            | 1.2            | 7.1            | -              | | 港区   |
| AN08   | 荒子川公園駅                      | 1.1            | 8.2            | -              | | 港区   |
| AN09   | 稲永駅                            | 1.6            | 9.8            | -              | | 港区   |
|        | 潮凪信号場                        | -              | (11.0)         | -              | | 港区   |
| AN10   | 野跡駅                            | 2.3            | 12.1           | -              | | 港区   |
| AN11   | 金城ふ頭駅 （ポートメッセなごや） | 3.1            | 15.2           | -              | | 港区   |

- 日本貨物鉄道第二種鉄道事業区間：名古屋駅 - 名古屋貨物ターミナル駅間
- 名古屋貨物ターミナル駅は荒子駅から中島駅にかけての東側に構内が広がっているが、営業キロ上では荒子駅 - 南荒子駅間にあり、貨物列車は名古屋駅から荒子駅北側（小本側）まで旅客列車と同じ線路を走行する。
- 貨物線時代には潮凪信号場から分岐する潮凪車庫の位置に西名古屋港駅が置かれた（当時は終点、キロ程12.6km）。また、起点は笹島駅であった。
- ささしまライブ駅 - 小本駅間には「黄金駅（仮称）」が設置される予定であったが、需要が当初予測を下回る見込みになったことから、2004年10月開業時点での設置は見送られている[60]。
- 運賃などは「名古屋臨海高速鉄道#運賃」を参照。

## イメージソング
2005年6月6日に、当線の応援歌としてCD化された。
- あおなみ旅情
- 空と波の間に - 相沢智之 作曲